# كرايغ بنسون
كرايغ بنسون (بالإنجليزية: Craig Benson) هو سباح بريطاني، ولد في 30 أبريل 1994 في ليفينغستون في المملكة المتحدة.

## روابط خارجية
- كرايغ بنسون على موقع الاتحاد الدولي للسباحة (الإنجليزية)
- كرايغ بنسون على موقع SwimRankings.net (الإنجليزية)
- كرايغ بنسون على موقع اللجنة الأولمبية الدولية (الإنجليزية)
- كرايغ بنسون على موقع أوليمبيديا (الإنجليزية)
- كرايغ بنسون على موقع اللجنة الأولمبية البريطانية (الإنجليزية)
- كرايغ بنسون على موقع اتحاد ألعاب الكومنولث (مؤرشف) (الإنجليزية)
- كرايغ بنسون على موقع دورة ألعاب الكومنولث 2014 (مؤرشف) (الإنجليزية)